# Rafael Schmitz
Rafael Schmitz (Blumenau, 17 dicembre 1980) è un ex calciatore brasiliano, di ruolo difensore.